# Albert de Morcerf
Albert de Morcerf è un personaggio dell'anime Il conte di Montecristo di Mahiro Maeda. Albert è il protagonista, infatti la storia viene osservata sotto il suo punto di vista

## Storia
Appare sin dai primi minuti della storia sempre in compagnia del suo amico Franz d'Epinay sulla luna dove vuole assistere al carnevale del luogo. Qui fa il primo incontro con Edmond Dantès, un uomo misterioso che si fa chiamare il Conte di Montecristo e nessuno conosce il suo vero nome. Dopo aver stretto amicizia il conte inizia la sua vendetta: fa scegliere al ragazzo chi salvare da un'esecuzione, fra tre persone di cui una è un famoso criminale mentre un altro è innocente. Albert deve scegliere una delle tre carte coperte che porta il nome di ognuno dei tre condannati, il suo amico gli sconsiglia di accettare l'offerta ma lui sceglie e salva il criminale.
In seguito si lascia con il suo amico ed è facile vittima di una bella ragazza con intenzioni truffaldine di Peppo: saranno il suo amico e il conte stesso a liberarlo. Da quella esperienza si lega sempre più con il conte non sapendo che dietro ad ogni azione del conte vi è la precisa idea della vendetta.
In seguito un lutto lo sconvolgerà: infatti il suo caro amico Franz lo sostituisce nel duello contro il conte e verrà ucciso in modo cruento.

## Carattere
Fidanzato con Eugénie de Danglars di cui inizialmente sembra non importargli comprende con il passare degli episodi quanto fosse viziato e cerca di porvi rimedio: aiuta il suo amico Maximilien Morrel innamorato della fragile Valentine de Villefort, difenderà Eugénie dal malintenzionato Andrea Cavalcanti, cercherà  in tutti i modi di comprendere il passato della sua famiglia. Infatti tutto iniziò proprio per colpa di suo padre Fernand de Morcerf. Inizialmente attratto dalla parole del conte finirà con lo sfidare a duello, ma nel corso di tutta la serie anche a costo di essere quasi ucciso da lui lo difenderà dagli altri.